# Organización Internacional de la Francofonía
La Organización Internacional de la Francofonía (OIF) es una organización internacional que designa la comunidad de mil millones de personas y países en el mundo cuya población usa el idioma francés. Son miembros de pleno derecho cuarenta y nueve estados, además de cuatro miembros asociados y diez miembros observadores. La mayoría de los Estados miembros son francófonos. 
Sus actividades no se centran exclusivamente en la lengua, sino también en la difusión de la cultura, la educación, extensión de la democracia y reducción de las diferencias como consecuencia de las nuevas tecnologías. Se organiza en Cumbres de jefes de Estado y de Gobierno que se celebran cada dos años, la Conferencia de Ministros y la Comisión Permanente que actúa como órgano ejecutivo. 
Desde 2019 al frente de la Secretaría General de la Francofonía se encuentra la ruandesa Louise Mushikiwabo. En enero de 2021, el Parlamento de Cataluña se ha incorporado como miembro asociado de la misma.

## Historia
Fue fundada el 20 de marzo de 1970 en Niamey, Níger. La iniciativa surgió, en especial, por los países de habla francesa de África. Sus principales impulsores fueron los jefes de Estado Habib Bourguiba (Túnez), Norodom Sihanouk (Camboya), Hamani Diori (Níger), Charles Helou (Líbano) y Léopold Sédar Senghor (Senegal). Actualmente la sede central está en París y agrupa a Estados francófonos que tienen un nexo cultural.
Hay que distinguir entre los países donde el francés es lengua oficial, aquellos donde es la lengua materna de gran parte de la población, aquellos donde es lengua de difusión cultural, aquellos donde es empleado por determinadas clases sociales, etc. Estas categorías no tienen por qué coincidir: en muchos de los países en los que el francés es lengua oficial, no es la lengua materna de la población.
En 2008, la Francofonía estaba compuesta por cuarenta y nueve Estados miembros que albergan el 10% de la población mundial. Sus actividades no se centran exclusivamente en la lengua, sino también en la difusión de la cultura, la educación, extensión de la democracia y reducción de las diferencias como consecuencia de las nuevas tecnologías. Se organiza en Cumbres de jefes de Estado y de Gobierno que se celebran cada dos años, la Conferencia de Ministros y la Comisión Permanente que actúa como órgano ejecutivo.
En septiembre de 2024, Guinea, tras tres años desde el golpe de estado de 2021, volvió a unirse a la OIF. El 17 de marzo de 2025, Níger y Burkina Faso anuncian su retirada de la OIF. El 18 de marzo de 2025, Mali se suma a ellos.

## Operadores
Mantiene cinco agencias internacionales con un presupuesto en conjunto de 230 millones de euros:
1. Agencia Intergubernamental de la Francofonía;
2. Agencia Universitaria de la Francofonía;
3. Asociación Internacional de Alcaldes y Responsables de Metrópolis Francófonas.

## Principios
La Francofonía proclama entre sus principios y valores fundamentales los siguientes:
- La democracia y los derechos humanos.
- El respeto y promoción de la diversidad cultural y lingüística.
- La solidaridad y el desarrollo sostenible.

La palabra fue acuñada por Onésime Reclus.

## Áreas de mayor y mínima influencia francófona en el Mundo
El francés es hablado por 321 y 500 millones de personas  distribuidas por todo el planeta, siendo la quinta lengua más hablada del mundo (Ethnologue, 2023) y la segunda lengua por la cantidad de países en los que tiene hablantes cotidianos (38 países, solo superado por el inglés) en los que es oficial o cooficial (de iure o de facto). Aunque el francés se habla en todos los continentes, geográficamente los francófonos son mayoritarios principalmente en África (en África Subsahariana y el Magreb), Europa occidental (sobretodo en la región de la antigua Galia) y Norteamérica oriental (en Quebec, y otras regiones canadienses). También en parte de las Antillas o Mar Caribe (en el occidente de la Isla La Española y en las Islas de Barlovento) y en parte de Oceanía (en la Melanesia y en la Polinesia), entre otras regiones del mundo. 
| Continente/Región | País/Territorio                                         | Idiomas | Grupos étnicos | Religión                                | Referencias |
| ----------------- | ------------------------------------------------------- | --- | --- | --------------------------------------- | ----------- |
| Europa            | Francia (Francia metropolitana y Córcega)               | Francés (oficial). Bretón, catalán, corso, occitano, euskera, alsaciano, tahitiano y 4 lenguas melanesias.        | Grupos étnicos: franceses (mayoría), árabes, bereberes, africanos, mestizos, judíos, corsos, españoles, italianos, portugueses, alemanes, europeos del este, gitanos, entre otros. | Católica, protestante, judía, islámica. |             |
| Europa            | Andorra                                                 | Catalán 38,1% (oficial), español, francés 5,4% y portugués.                                                       | Andorranos, españoles, franceses y portugueses. | Católica.                               | [ 9 ]       |
| Europa            | Bélgica                                                 | Neerlandés, francés y alemán (oficiales).                                                                         | Antiguas civilizaciones (celtas o galos, romanos, godos o germanos y entre otros), Grupos étnicos actuales (flamencos y valones).                                                  | Católica, protestante.                  |             |
| Europa            | Luxemburgo                                              | Luxemburgués, francés y alemán (oficiales).                                                                       | Antiguas Civilizaciones (Celtas o galos, romanos, godos o germanos y entre otros).                                                                                                 | Católica, protestante.                  |             |
| Europa            | Mónaco                                                  | Francés (oficial). Monegasco.                                                                                     | Franceses e italianos. | Católica.                               |             |
| Europa            | Suiza                                                   | Alemán (oficial) 63,7%, francés (oficial) 19,6%, italiano (oficial) 6,6%, romanche (oficial) 0,5% y español 1,7%. | Alemanes, franceses, italianos, romanches y españoles. | Protestante, católica.                  | [ 10 ]      |
| Europa            | Valle de Aosta · Región con estatuto especial de Italia | Italiano y francés (oficiales).                                                                                   | Italianos y franceses. | Católica.                               |             |
| Europa            | Guernsey Dependencia del Reino Unido                    | Inglés (predominantes) y francés (legislativo) (oficiales).                                                       | Británicos y franceses. | Anglicana, católica.                    |             |
| Europa            | Jersey Dependencia del Reino Unido                      | Inglés y francés (oficiales). (El jèrriais reconocido como idioma regional).                                      | Británicos y franceses. | Anglicana, católica.                    |             |
| Europa            | Llivia · Municipio de España                            | Español y catalán (oficiales) y francés (minoritario).                                                            | Españoles. | Católica.                               |             |

| Continente/Región | País/Territorio                                                                      | Idiomas | Grupos étnicos | Religión               | Referencias |
| ----------------- | ------------------------------------------------------------------------------------ | --- | --- | ---------------------- | ----------- |
| América           | Guadalupe Departamento de ultramar de Francia                                        | Francés (oficial). | Afroamericanos (negros y mulatos : 75%), Indios (principalmente de Pondicherry : 14%), Blancos (9%), Árabes (2%). | Católica.              |             |
| América           | Guayana Francesa Departamento de ultramar de Francia                                 | Francés (oficial). | Afroamericanos (negros y mulatos : 72%), Blancos (12%), Pardos brasileños (10%), Asiáticos (3%), Indígenas (3%). | Católica.              |             |
| América           | Martinica Departamento de ultramar de Francia                                        | Francés (oficial). | Afroamericanos (negros y mulatos : 80%), Afroindios (15%), Blancos (5%) | Católica.              |             |
| América           | San Bartolomé Colectividad de ultramar de Francia                                    | Francés (oficial). | Blancos (95%), Afroamericanos (5%). | Católica.              |             |
| América           | San Martín Colectividad de ultramar de Francia                                       | Francés (oficial). | Afroamericanos (88%), Blancos (10%), Asiáticos (2%). | Católica, protestante. |             |
| América           | San Pedro y Miquelón Colectividad de ultramar de Francia                             | Francés (oficial). | Europeos de origen francés (100%). | Católica, protestante. |             |
| América           | Canadá                                                                               | Inglés 57.2% y francés 21,8% (oficiales). Otras lenguas no oficiales 20,6%: Español, portugués, chino, vietnamita, italiano, alemán, punjabi, cree, inuktitut, ojibwa e inuktitut. | Blancos 90% (principalmente de ascendencia británica y francesa), mestizos, afroamericanos, amerindios y asiáticos. | Protestante, católica. |             |
| América           | Haití                                                                                | Francés y criollo haitiano (oficiales), español e inglés. | Negros (95%), Mulatos (4%), menos de 1% (Árabes, Blancos, y otros). | Católica, vudú.        |             |
| América           | Dominica                                                                             | Inglés (oficial). Francés (De facto). | Afroamericanos: Negros y mulatos, mestizos y blancos (minorías). | Protestante, católica. |             |
| América           | Granada                                                                              | Inglés (oficial), francés, criollo granadino y criollo haitiano. | Afroamericanos: Negros y mulatos, mestizos y blancos (minorías). | Protestante, católica. |             |
| América           | Santa Lucía                                                                          | Inglés (oficial), francés, kweyol y algunas otras lenguas criollas derivadas del francés.                                                                                          | Afroamericanos: Negros y mulatos, mestizos y blancos (minorías). | Protestante, católica. |             |
| América           | Luisiana Estado de Estados Unidos                                                    | Inglés y francés (oficiales), español. | 62,7% son blancos (europeos o descendientes de europeos) principalmente británicos, franceses, españoles e italianos, 31,6% son negros, 2,9% son latinoamericanos (entre los que predominan los hondureños y mexicanos) y 1,3% son asiáticos. | Protestante, católica. |             |
| América           | Islas Vírgenes de los Estados Unidos Territorio no incorporado de los Estados Unidos | Inglés 80% (oficial). Español 15%, francés 6,6% y criollo. | Afroamericanos (mulatos y negros), mestizos, indígenas de origen arahuacos e inmigrantes estadounidenses, puertorriqueños y dominicanos. | Protestante, católica. |             |
| América           | San Martín · País Autónomo de los Países Bajos                                       | Neerlandés 8% e inglés 68% (oficiales). Español 13%, papiamento 2%, francés y otras lenguas 4%.                                                                                    | Afroamericanos (mulatos y negros), mestizos, criollos europeos (principalmente de ascendencia holandesa, española y francesa) e indígenas de origen arahuacos.                                                                                | Protestante, católica. |             |

| Continente/Región | País/Territorio                                  | Idiomas | Grupos étnicos | Religión                                   | Referencias |
| ----------------- | ------------------------------------------------ | --- | --- | ------------------------------------------ | ----------- |
| África            | Isla Reunión Departamento de ultramar de Francia | Francés y criollo reunionés (oficiales). | Mulatos (38%), Indios (25%)), Blancos (24%), Negros (10%), Chinos (3%).                                                                                    | Católica, animismo.                        |             |
| África            | Mayotte Departamento de ultramar de Francia      | Francés y shimaore (dialecto suahelí) (oficiales). | Negros (99%), Blancos (1%). | Católica, animismo.                        |             |
| África            | Benín                                            | Francés (oficial). | Negros y mulatos (mestizos - africanos y franceses). | Animismo, católica.                        |             |
| África            | Burkina Faso                                     | Francés (oficial). Moore y Diula (Bambara) (Cooficiales). | Negros y mulatos (mestizos - africanos y franceses). | Animismo, católica.                        |             |
| África            | Burundi                                          | Francés y kirundi (oficiales). | Negros y mulatos (mestizos - africanos y belgas). | Animismo, católica, protestante.           |             |
| África            | Camerún                                          | Francés e inglés (oficiales). | Negros y mulatos (mestizos - africanos y franceses). | Animismo, católica, protestante.           |             |
| África            | Chad                                             | Francés y árabe (oficial). | Negros y mulatos (mestizos - africanos, franceses y árabes).                                                                                               | Islámica, animismo, cristianas.            |             |
| África            | Costa de Marfil                                  | Francés (oficial). | Negros y mulatos (mestizos - africanos y franceses). | Animismo, católica,                        |             |
| África            | Gabón                                            | Francés (oficial). Español (oficial en la ciudad de Cocobeach), fang, bubi.                                                                                                  | Negros y mulatos (mestizos - africanos y franceses). | Católica, protestante, animismo.           |             |
| África            | Guinea                                           | Francés (oficial). | Negros y mulatos (mestizos - africanos y franceses). | Islámica, animismo, cristianas.            |             |
| África            | Guinea Ecuatorial                                | Español 67.6%, francés 32.4%, portugués, fang, bubi, bioko, annobonés, annobón, balengue, ibo y ndowé (Todas oficiales). Criollo inglés y criollo portugués (censo de 1994). | Negros: (Fangs 85.7 %, bubis 6.5 %, mdowes 3.6 %, annobon 1.6 %, bujebas 1.1 % y otros 1.4%) (censo de 1994) y mulatos (mestizos - africanos y españoles). | Católica, animismo.                        | [ 11 ]      |
| África            | Comoras                                          | Francés, suahelí (comorano) y árabe (oficiales). | Negros y mulatos (mestizos - africanos, franceses y árabes).                                                                                               | Islámica.                                  |             |
| África            | Mali                                             | Francés y bambara (oficiales). | Negros y mulatos (mestizos - africanos y franceses). | Animismo, islámica, cristianas.            |             |
| África            | Madagascar                                       | Malgache y Francés (oficiales). | Negros y mulatos (mestizos - africanos y franceses). | Animismo, cristianas, islámica.            |             |
| África            | Mauritania                                       | Árabe, francés, fula, wólof y soninké (Todas oficiales). | Árabes, negros y mulatos (mestizos - africanos, franceses y árabes).                                                                                       | Islámica.                                  |             |
| África            | Mauricio                                         | Inglés, francés y criollo mauriciano (oficiales). | Negros y mulatos (mestizos - africanos, franceses y británicos).                                                                                           | Hinduismo, islámica, católica.             |             |
| África            | Níger                                            | Francés, hausa, Fulfulde, gurma, kanuri, zarma y tuareg (Todas oficiales). Árabe.                                                                                            | Negros y mulatos (mestizos - africanos, franceses y árabes).                                                                                               | Animismo, islámica, católica.              |             |
| África            | República Centroafricana                         | Sango y francés (oficiales). | Negros y mulatos (mestizos - africanos y franceses). | Animismo, islámica, cristianas.            |             |
| África            | República Democrática del Congo                  | Francés, lingala, kikongo, suajili y tshiluba (Todas oficiales). | Negros y mulatos (mestizos - africanos y belgas). | Animismo, islámica, católica, protestante. |             |
| África            | República del Congo                              | Francés, lingala y kituba (Todas oficiales). | Negros y mulatos (mestizos - africanos y franceses). | Animismo, cristianas.                      |             |
| África            | Ruanda                                           | Kiñaruanda, francés e inglés (oficiales). | Negros y mulatos (mestizos - africanos y belgas). | Animismo, católica, protestante.           |             |
| África            | Senegal                                          | Francés y wólof (oficiales). | Negros y mulatos (mestizos - africanos y franceses). | Islámica, católica.                        |             |
| África            | Seychelles                                       | Criollo seychelense, francés e inglés (oficiales). | Negros y mulatos (mestizos - africanos, franceses y británicos).                                                                                           | Católica, animismo.                        |             |
| África            | Togo                                             | Francés (oficial). Ewe. | Negros y mulatos (mestizos - africanos y franceses). | Animismo, Religión católica-               |             |
| África            | Yibuti                                           | Árabe y francés (oficiales). | Negros y mulatos (mestizos - africanos, franceses y árabes).                                                                                               | Islámica.                                  |             |
| África            | Argelia                                          | Árabe 72% y tamazight 27,4% (oficiales). Francés 70% y español. | Árabes y bereberes. | Islámica, católica, judía.                 |             |
| África            | Egipto                                           | Árabe (oficial). Francés e inglés. | Árabes, judíos y bereberes. | Islámica, copto, judía.                    |             |
| África            | Marruecos                                        | Árabe y bereber (oficiales). Francés 9,2% y español. | Árabes, bereberes, judíos (sefardíes principalmente), moriscos y europeos (españoles y franceses principalmente).                                          | Islámica, judía, católica.                 |             |
| África            | República Árabe Saharaui Democrática             | Árabe y castellano (oficiales). Francés (De facto). | Árabes, bereberes, judíos y europeos (españoles y franceses principalmente).                                                                               | Islámica, católica, judía.                 |             |
| África            | Túnez                                            | Árabe (oficial). Francés (De facto). | Árabes, bereberes, judíos y europeos (franceses, españoles e italianos principalmente).                                                                    | Islámica, judía, católica.                 |             |

| Continente/Región | País/Territorio               | Idiomas | Grupos étnicos                                                           | Religión                                              | Referencias |
| ----------------- | ----------------------------- | --- | ------------------------------------------------------------------------ | ----------------------------------------------------- | ----------- |
| Asia              | Camboya                       | Jemer (oficial). Francés, chino y dialectos sánscrito y palí.                                                                                 | Jemeres, chinos y mestizos (indígenas y franceses).                      | Budista.                                              |             |
| Asia              | Laos                          | Lao (oficial). Francés, chino y otras lenguas autóctonas.                                                                                     | Laosianos, chinos y mestizos (indígenas y franceses).                    | Budista.                                              |             |
| Asia              | Líbano                        | Árabe y francés (oficiales). Inglés, armenio y español.                                                                                       | Árabes, judíos, armenios, turcos y europeos (franceses principalmente).  | Islámica, judía, cristianas.                          |             |
| Asia              | Vietnam                       | Vietnamita (oficial). Francés, chino y otras lenguas autóctonas.                                                                              | Vietnamitas, chinos y mestizos (indígenas y franceses).                  | Budista, católica.                                    |             |
| Asia              | Israel                        | Hebreo y árabe (oficiales). Inglés, ruso, francés (700.000 hablantes), alemán, español, amhárico, yidis, judeoespañol o ladino y entre otros. | Hebreos, árabes, arameos, caldeos, asquenazíes, sefardíes y entre otros. | Judía, islámica, católica, protestante, ortodoxa.     |             |
| Asia              | Guangdong Provincia de China  | Chino (oficial). Francés y chaoshanhua. | Chinos cantoneses y mandarines.                                          | Confucionista, budista.                               |             |
| Asia              | Puducherry Estado de la India | Tamil, francés y malayalam (oficiales). | Indios, tamiles y malayalames.                                           | Hinduismo, islámica, sij, budista, cristianas, judía. |             |
| Asia              | Siria                         | Árabe (oficial). Francés y Siríaco, Kurdo y otras lenguas.                                                                                    | Árabes, turcos y judíos.                                                 | Islámica, judía, cristianas.                          |             |

| Continente/Región | País/Territorio                                     | Idiomas                                | Grupos étnicos                                                                                             | Religión                                     | Referencias |
| ----------------- | --------------------------------------------------- | -------------------------------------- | --- | -------------------------------------------- | ----------- |
| Oceanía           | Vanuatu                                             | Bislama, francés e inglés (oficiales). | Austronesios, polinesios, melanesios y mestizos.                                                           | Animismo, protestante, católica.             |             |
| Oceanía           | Nueva Caledonia Colectividad especial de Francia    | Francés y canaco (oficiales).          | Canacos (40,34%), Blancos (29,2%), Polinesios (10,69%), Mestizos (8,3%), Asiáticos (3,34%), Otros (8,13%). | Católica, protestante, creencias aborígenes. |             |
| Oceanía           | Polinesia Francesa Colectividad especial de Francia | Francés y tahitiano (oficiales).       | Polinesios (78%), Blancos (12%), Asiático (10%).                                                           | Católica, protestante, creencias aborígenes. |             |
| Oceanía           | Wallis y Futuna Colectividad de ultramar de Francia | Francés y walisiano (oficiales).       | Walisianos, polinesios, melanesios, mestizos y blancos de origen francés.                                  | Católica, protestante, creencias aborígenes. |             |